# Endosquelette
L'endosquelette, par opposition à un exosquelette, est un squelette interne au corps. Les métazoaires comptent divers types d'endosquelette : ainsi, les spongiaires possèdent un endosquelette composé de spicules calcaires ou siliceux ; les osteichthyens possèdent un endosquelette calcaire constitué d'os.

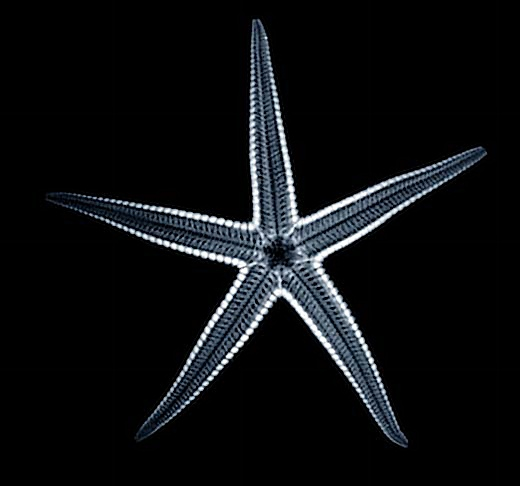
Endosquelette d'étoile de mer
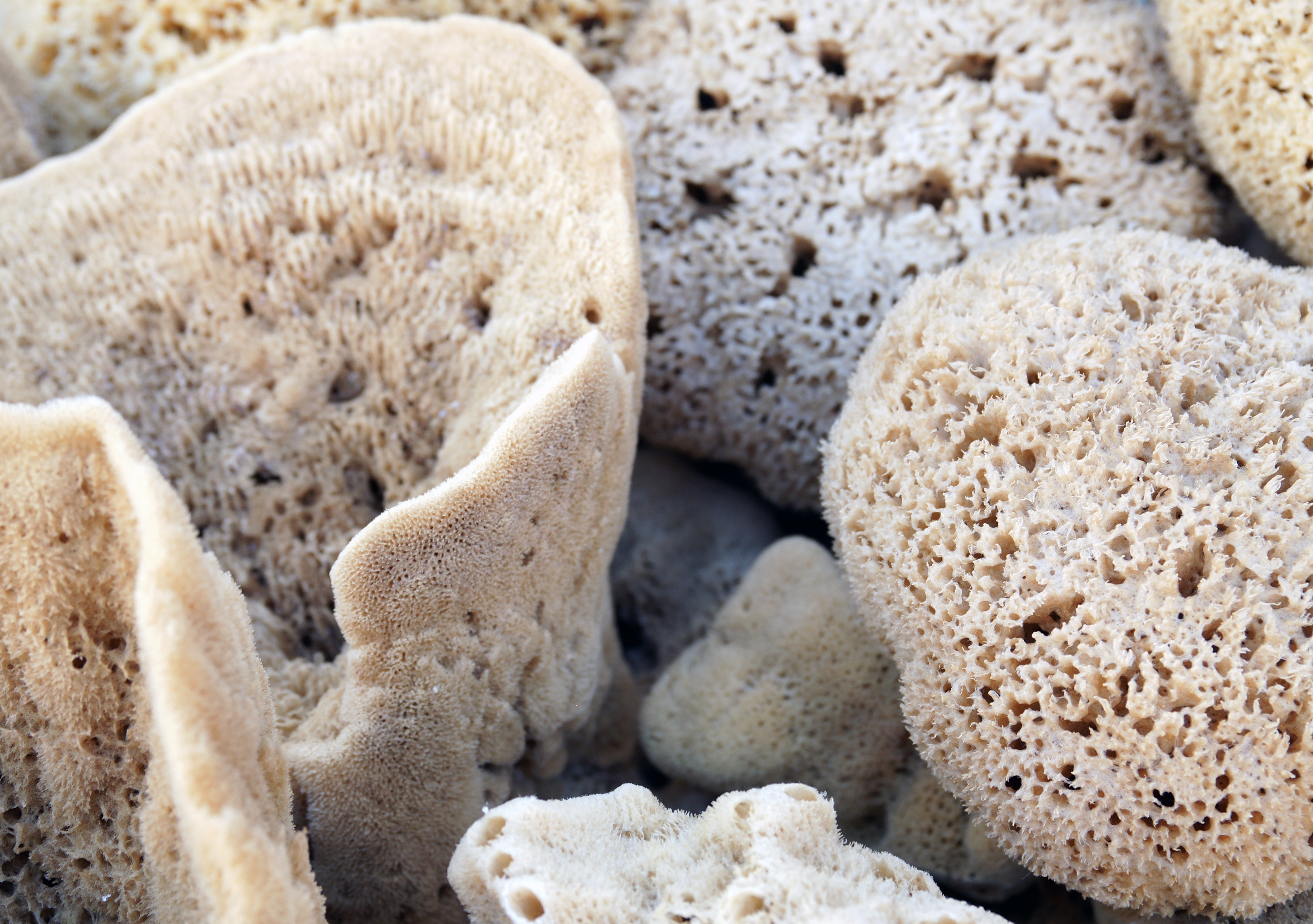
Endosquelettes d'éponges de mer
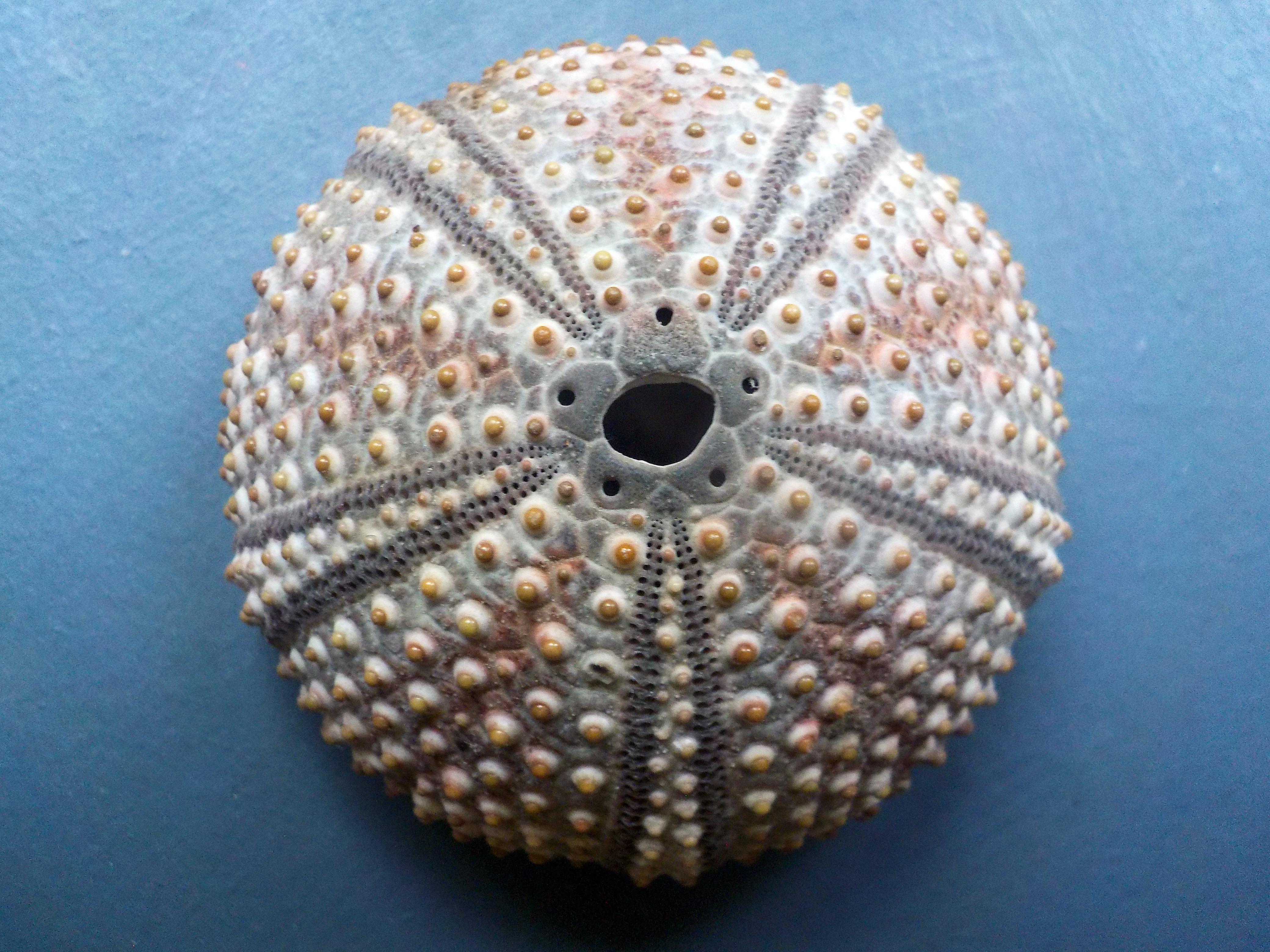
Endosquelette, ou test, d'oursin (ici Arbacia lixula)
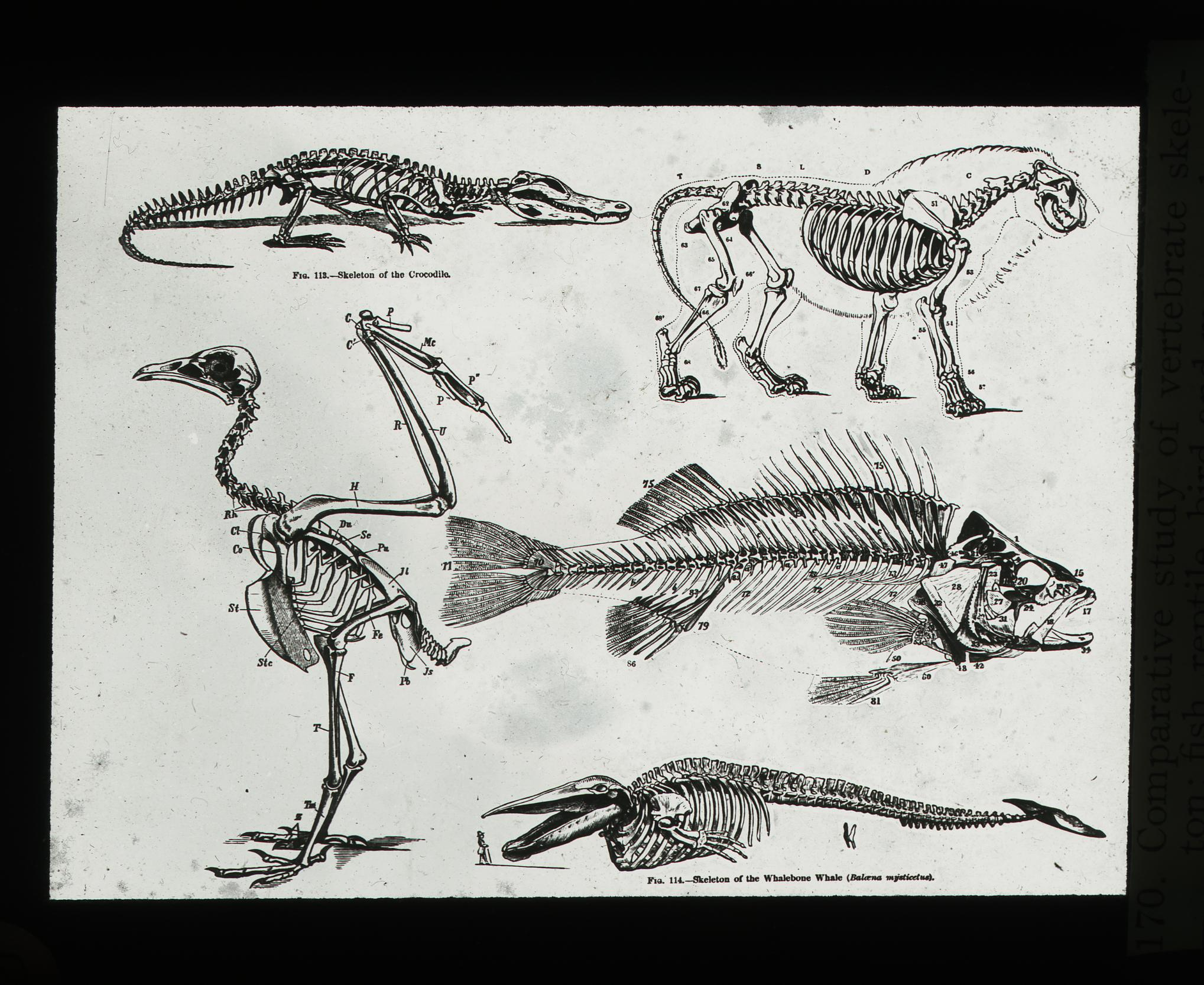
Comparaisons de divers endosquelettes de Vertébrés